# Sant Martí de Palafrugell
Sant Martí és l'església parroquial de Palafrugell (Baix Empordà) inclosa en l'Inventari del Patrimoni Arquitectònic de Catalunya. Està dedicada a sant Martí de Tours.
És d'un edifici de grans dimensions que presenta elements de diverses èpoques. Consta a d'una sola nau amb capelles laterals i cor als peus, absis poligonal i coberta de teula a dues vessants. La façana principal, orientada a ponent, té la portalada rectangular amb elements de tipus clàssic: dues pilastres a banda i banda amb entaulament superior i un baix relleu dedicat a sant Martí situat al centre d'un rectangle delimitat al seu tron per pilastres i motllures clàssiques. Hi ha també semiesferes decoratives. A la part central de la façana hi ha una senzilla rosassa, i a la part alta una galeria d'arcs de mig punt. La nau, dividida en quatre trams per tres arcs torals apuntats, es cobreix amb volta d'aresta, i les capelles laterals i el presbiteri amb volta de creueria.
El campanar s'eleva a l'angle sud-oest del temple. És de gran altura, encara que resta inacabat, i té base quadrada i cos superior vuitavat. Als quatre paraments situats damunt dels angles de la base quadrada hi ha quatre torres cilíndriques. A la part baixa de ponent del campanar hi ha una porta amb la data del 1762 i l'escut de Palafrugell en relleu. Un altre campanar, anomenat «campanar vell», s'eleva a la banda nord de l'església. És un element de petites dimensions format per quatre pilastres amb teulada.

## Història
L'església de Sant Martí de Palafrugell fou bastida entre el 993 i el 1019, però d'aquesta construcció només es conserva un pany de paret a l'actual «cambra de les cordes» (paret septentrional).
A finals del segle xiv i al segle xv, l'església es restaura i amplia. A més de l'ús religiós, l'església es fa servir també per a les assemblees del municipi i com a seu de les confraries gremials. El 1413, el pintor Lluís Borrassà pinta el retaule major, gòtic. A finals del segle xvi, entre 1588 i 1599 s'amplia altre cop l'església. La nau central queda configurada tal com és ara. Entre el segle xvi i el XVII es construeix la façana, però les guerres de mitjans de segle aturen les obres del campanar.
Al segle xviii, les obres continuen. El 1710, l'escultor Pau Costa inicia la construcció del retaule major, barroc, dedicat a sant Martí, santa Margarida, sant Sebastià de la Guarda, sant Ramon de Penyafort i als sants Abdó i Senén, que substitueix el retaule de Lluís Borrassà. Entre 1760 i 1763 es construeix la Capella Fonda i per les mateixes dates s'amplien la resta de capelles meridionals, constituint una mena de nau lateral. Aquesta ampliació es duu a terme damunt del cementiri petit, a l'antic pati d'armes del castell de la vila. Segurament de 1762 és el projecte del campanar del mestre de cases de la Bisbal Joan Ranté, que la Guerra Gran contra els francesos de 1793, deixà altre cop inacabat, tal com ara es coneix —com en altres pobles baixempordanesos—, malgrat el projecte de 1857 de l'arquitecte Martí Sureda i Deulovol, d'eixample i reparació de l'església de Palafrugell i l'interès per acabar el campanar del filantrop Josep Torres i Jonama en els primers anys del segle xx.
Aquest retaule va ser cremat el 23 de juliol de 1936, a l'inici de la Guerra Civil Espanyola. Es va destruir el retaule de Pau Costa i la majoria d'elements mobles (talles, pintures, altars...). S'ha conservat la Creu Major o processional de plata del segle xvii, el gran frontal i uns laterals d'altar de plata repussada, donats l'any 1785 pel palafrugellenc Martí Serra i Avellí, que va fer fortuna a Guatemala, i altres peces d'orfebreria de menor importància. També s'ha conservat un Sant Sebastià de la Guarda del segle xviii vestit d'almirall i dos relleus de Ramon Pericay de 1918.
A partir de 1939 s'inicia la restauració del temple. Guillem Soler i Gatvillaró decora i pinta l'església parroquial amb diverses pintures murals entre 1942 i 1948. Entre les noves talles i altres objectes litúrgics es pot esmentar el Sant Crist de l'abraçada del taller de Josep Llimona, de 1943, diverses talles de Josep Maria Camps, de 1947 – 1948, una creu grega esmaltada d'Emília Xargay de 1966 i el sagrari també d'Emília Xargay i l'orfebre Sunyer, de 1968. El 1985 es col·loca un nou orgue, construït per Gabriel Blancafort. El 1993 es beneeixen les campanes majors: la Martina i la Margarida II.
Dins del seu terme parroquial, hi ha les capelles de sant Sebastià de la Guarda, ermitori bastit després de 1441, ampliat el s. XVII, Santa Margarida (citada el 1264) i Sant Ramon, inaugurada el 1614, i les sufragànies de Calella de Palafrugell (temple bastit entre 1884 i 1887 i erigida com a annex de Palafrugell el 1928) i de Llafranc, fundada el 1897 i ampliada els anys 1948 i 1958.
El 24 de gener de 2016 es va presentar la primera fase de la restauració de les pintures murals de l'església que es van dur a terme l'estiu de l'any anterior i que va permetre restaurar el plafó central-inferir de l'absis on es troba representat el Crist eucarístic, la part inferior del presbiteri i la lluneta dels sants Tarsici i Lluís Gonzaga de l'anomenada Capella Fonda. El febrer del mateix any va iniciar la segona fase, centrada en els tres plafons situats a sota a l'esquerra de l'absis on s'hi representa la Resurrecció de Crist, el dubte de sant Tomàs i l'Ascensió, així com en les escultures i l'ornamentació dels voltants.

## Història arxivística
L'Arxiu de la Parròquia i l'Arxiu Municipal de Palafrugell estaven ubicats a l'església parroquial de Sant Martí. Es va traslladar la documentació més recent dels arxius, la municipal a la casa consistorial al carrer dels Valls (segle xviii) i la parroquial a la rectoria vella, a la plaça de l'Església, però a l'esclat de la Guerra Civil encara quedava a l'església la documentació més antiga dels dos arxius. La documentació es va veure afectada per l'incendi de l'església (23 de juliol de 1936). A finals de juliol la rectoria vella havia estat abandonada i els registres parroquials es trobaven sense custòdia; davant d'aquest fet el jutge municipal d'acord amb l'Alcaldia del moment es va fer càrrec dels llibres i els va traslladar al Jutjat Municipal. Pel que fa a la documentació municipal, es va traslladar a la Biblioteca Popular i Escoles d'Arts i Indústries, al carrer de la Tarongeta.
Actualment el fons es troba custodiat per l'Arxiu Diocesà de Girona que ha microfilmat i digitalitzat el fons i n'ha cedit una còpia a l'Arxiu Municipal de Palafrugell. Gran part d'aquest fons és consultable en línia des del web de l'Ajuntament de Palafrugell.